# Însemnări literare

Însemnări literare a fost o revistă fondată de Mihail Sadoveanu, împreună cu George Topîrceanu și Tudor Arghezi, care a apărut la Iași în 1919.
Sediul revistei a fost stabilit, la 8 ianuarie 1919, în casa poetului Demostene Botez (mai precis într-o anexă a casei mari a familiei Botez și anume în bucătăria de vară), casă care în prezent adăpostește Casa memorială George Topîrceanu din Iași. Din redacție mai făcea parte și Garabet Ibrăileanu.
Revista nu a apărut nici măcar un an (2 februarie 1919 — 21 decembrie 1919).
În cartea sa Icoane și fotografii de bucureșteni, apărută la Editura Vremea, în 2016, Nicolae Vătămanu își amintește: 
După ce m-am întors din război și mi-am reluat obiceiurile întrerupte vreme de doi ani, m-am apropiat iarăși de scrisul lui Sadoveanu. Dar de astă dată nu numai prin tradiționala carte de sărbători. Căci din capitala Moldovei, în care suferisem și eu, dar de care mă simțeam legat ca și acum, ne sosea ca o solie de pace, de vremuri noi, o revistă subțirică, tipărită neîndemânatic pe o hârtie negricioasă, care lăsa să se vadă paiele din pasta din care fusese trasă. Erau „Însemnări literare” o publicație cu înaltă ținută, în ciuda condițiilor exterioare precare. I-am fost de la început un cititor credincios. Îmi plăcea totul, de la proza prestigioasă a celor mai buni povestitori, la versurile vioaie ale lui Topârceanu, pe care atunci îl cunoșteam mai bine, și până la acidele note adunate la rubrica „Săptămâna”, semnate fie Ms, adică Sadoveanu, fie G.T., adică Topârceanu, fie D.B adică Demostene Botez. Dar erau și note redacționale, sub care inițialele „I.L.”; „Însemnări literare”, ascundeau contribuțiile lui Garabet Ibrăileanu.